# Kanton Prauthoy
Kanton Prauthoy (fr. Canton de Prauthoy) byl francouzský kanton v departementu Haute-Marne v regionu Champagne-Ardenne. Tvořilo ho 18 obcí. Zrušen byl po reformě kantonů 2014.

## Obce kantonu
- Chalancey
- Chassigny
- Choilley-Dardenay
- Coublanc
- Cusey
- Dommarien
- Grandchamp
- Isômes
- Maâtz
- Montsaugeon
- Occey
- Prauthoy
- Rivière-les-Fosses
- Saint-Broingt-les-Fosses
- Vaillant
- Le Val-d'Esnoms
- Vaux-sous-Aubigny
- Vesvres-sous-Chalancey